# 喜湿菌属
喜湿菌属（学名：Phurmomyces）是角霉科的一属。

## 下属物种
本属包括以下物种：
- 喜湿菌 Phurmomyces obtusus Thaxter